# Henryk de Bourgogne
Henryk, książę de Bourgogne (ur. ok. 1035  – zm. 1066/74) - był drugim synem księcia Burgundii, Roberta I.

## Życiorys
Około 1056 wziął ślub z Sybillą, córką Berengera Rajmunda I (zm. 1035), hrabiego Barcelony w latach 1017–1035, i Gizeli de Lluca. Niektórzy historycy jako jego żonę podają Sybillę Burgundzką, córkę Renalda I Burgundzkiego, i Adelajdy Normandzkiej. Z żoną miał:
- Hugo I (ur. ok. 1057  – zm. 1093), księcia Burgundii (1076–1079), potem opata w Cluny,
- Odo I (ur. ok. 1058  – zm. 1103), księcia Burgundii (1078–1103),
- Roberta (ur. 1059  – zm. 1111), biskupa Langres,
- Helenę Hélie (ur. 1061 - zm. po 1081/84), zakonnicę,
- Beatrycze (ur. 1063 - zm. ok. 1110), żonę Gwidona III de Vignory,
- Renaud (ur. 1065  – zm. 1092), opata St. Pierre w Flavigny,
- Henryka (ur. 1066  – zm. 1112), hrabiego Portugalii (1093–1112).